# Wright R–1820

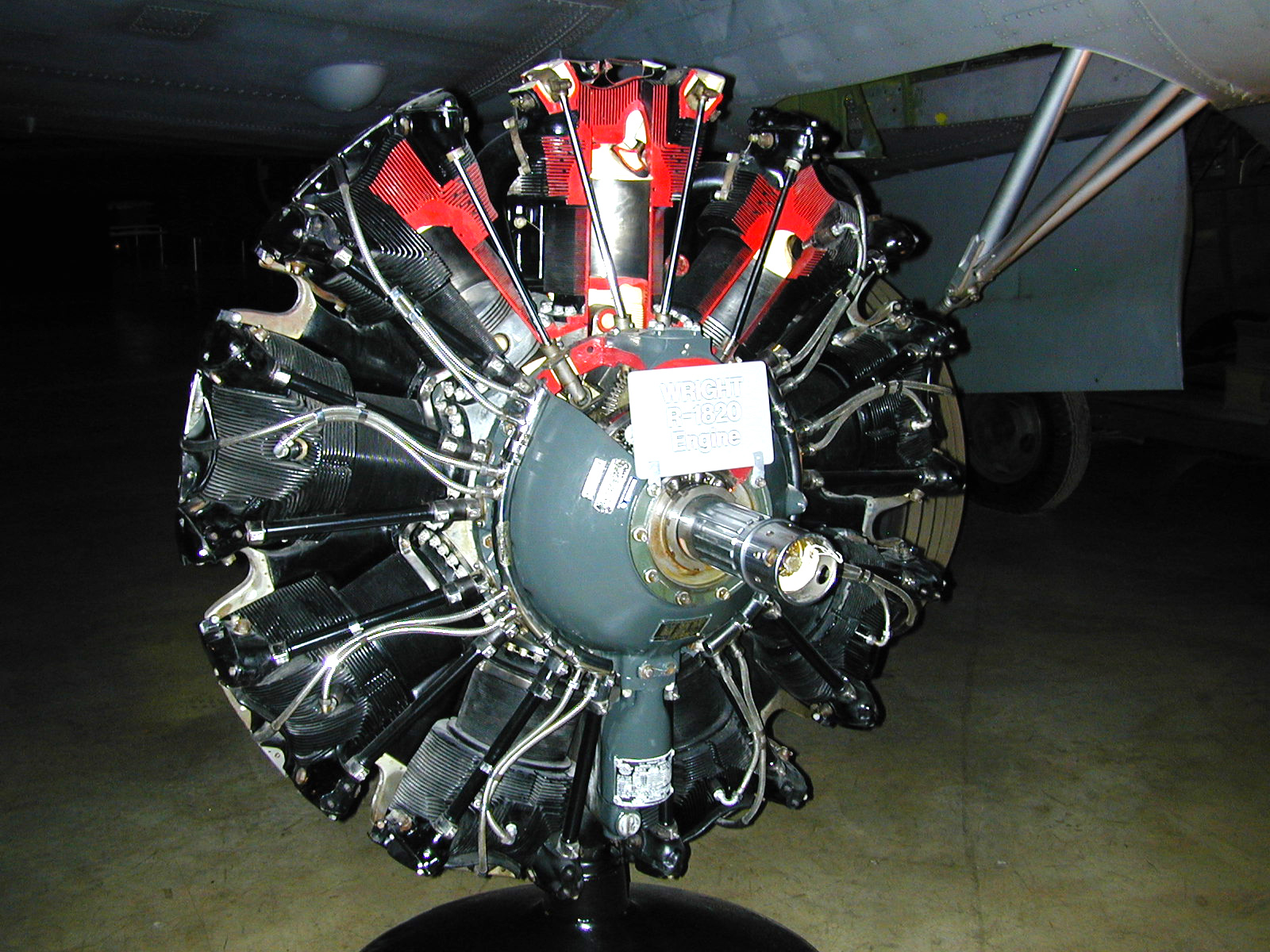
A Curtiss-Wright R–1820 Cyclon 9 csillagmotor

A Wright R–1820 Cyclone 9 egy kilenchengeres csillagmotor, az amerikai Curtiss-Wright vállalat Cyclone-motorcsaládjának a tagja, melyet széleskörűen alkalmaztak az 1930-as évektől az 1950-es évekig.
Az R–1820 csillagmotor az 1925-ös Wright P–2 motor továbbfejlesztett változata. Megnövelték a hengerűrtartalmát és több szerkezeti korszerűsítést végeztek rajta. A motor sorozatgyártását 1931-ben kezdték el és az 1950-es évekig folytatták. A motort licenc alapján a Lycoming, a Pratt & Whitney Canada, valamint a második világháború alatt a Studebaker vállalat is gyártotta sorozatban.
A motor terveit a Szovjetunió is megvásárolta, ahol kisebb módosításokkal M–25 típusjelzéssel gyártották. Az Arkagyij Svecov vezetésével létrehozott tervezőiroda pedig az R–1820 alapján több továbbfejlesztett változatot alakított ki (pl. AS–62).
A motor az 1930-as évektől kezdődően széleskörűen alkalmazott típus volt, több nagy sorozatban gyártott amerikai és külföldi repülőgépen alkalmazták. Az R–1820-as motort építették többek között a DC–1 és a DC–2 prototípusaiba, a DC–3 korai, utasszállító változatába, a B–17 bombázóba, az SBD Dauntless zuhanóbombázóba, valamint a Piasecki H–21és a Sikorsky S–58 helikopterbe. Szovjet változatát, az M–25-öt legnagyobb mennyiségben az I–16-os vadászrepülőgép korai változatain alkalmazták.
A motor átalakított változatait a második világháború alatt harckocsikba is beépítették. Az R–1820-on alapuló, 2300 1/perc fordulatszámon 900 LE-t leadó Wright G–200 jelzésű motort az M6 nehéz harckocsiban alkalmazták. A motor dízelüzeműre átalakított, 2000 1/perc fordulatszámon 450 LE-s teljesítményt nyújtó, a Caterpillar által gyártott  Caterpillar D–200 típusjelű változatát az M4 Sherman harckocsi M4AA6-os változatában használták.